# Cleveland (Familienname)
Cleveland ist ein ursprünglich angelsächsischer Familienname. Heute ist er in großen Teilen des englischen Sprachraums zu finden.

## Herkunft und Bedeutung
Cleveland ist ein Herkunftsname, der sich nach einem oder mehreren geografischen Orten in der ehemaligen nordenglischen Grafschaft Yorkshire ableitet.

## Namensträger
- Carol Cleveland (* 1942), britische Schauspielerin
- Charles T. Cleveland (* 1956), pensionierter US-amerikanischer Generalleutnant
- Chauncey F. Cleveland (1799–1887), US-amerikanischer Politiker
- Chris Cleveland, US-amerikanischer Schauspieler, Stuntman und Produzent
- Davis Cleveland (* 2002), US-amerikanischer Schauspieler
- Dick Cleveland (1929–2002), US-amerikanischer Schwimmer
- Don W. Cleveland (* 1950), US-amerikanischer Biochemiker, Zell- und Molekularbiologe
- Emeline Horton Cleveland (1829–1878), US-amerikanische Ärztin
- Esther Cleveland Bosanquet (1893–1980), US-amerikanische Präsidententochter
- Ezra Cleveland (* 1998), US-amerikanischer American-Football-Spieler
- Frances Cleveland (1864–1947), First Lady der Vereinigten Staaten
- George Cleveland (1885–1957), kanadischer Schauspieler
- Griffin Cleveland (* 2003), US-amerikanische Schauspieler
- Grover Cleveland (1837–1908), US-amerikanischer Politiker, Präsident 1885 bis 1889 und 1893 bis 1897
- Harlan Cleveland (1918–2008), US-amerikanischer Diplomat und Autor
- James Cleveland (Händler) (1754?–1791), sierra-leonischer Sklavenhändler, siehe Cleveland-Grabstein
- James Cleveland (Musiker) (1931–1991), US-amerikanischer Musiker und Komponist
- James Colgate Cleveland (1920–1995), US-amerikanischer Politiker
- Jesse Franklin Cleveland (1804–1841), US-amerikanischer Politiker
- Jimmy Cleveland (James Milton Cleveland; 1926–2008), US-amerikanischer Jazzposaunist
- John Cleveland (1613–1658), englischer Dichter
- Jonathan Cleveland (* 1970), kanadischer Schwimmer
- Odessa Cleveland (* 1944), US-amerikanische Schauspielerin und Schriftstellerin
- Orestes Cleveland (1829–1896), US-amerikanischer Politiker
- Patience Cleveland (1931–2004), US-amerikanische Film- und Fernsehschauspielerin
- Rose Cleveland (1846–1918), First Lady der Vereinigten Staaten
- Sarah Cleveland (* 1965), US-amerikanische Juristin und Richterin am Internationalen Gerichtshof